# كديمة آل صلاح (تبن)

تعديل مصدري - تعديل

كديمة ال صلاح هي إحدى قرى عزلة الحوطة بمديرية تبن التابعة لمحافظة لحج، بلغ تعداد سكانها 468 نسمة حسب تعداد اليمن لعام 2004.